# Sontheim (Schwaben)

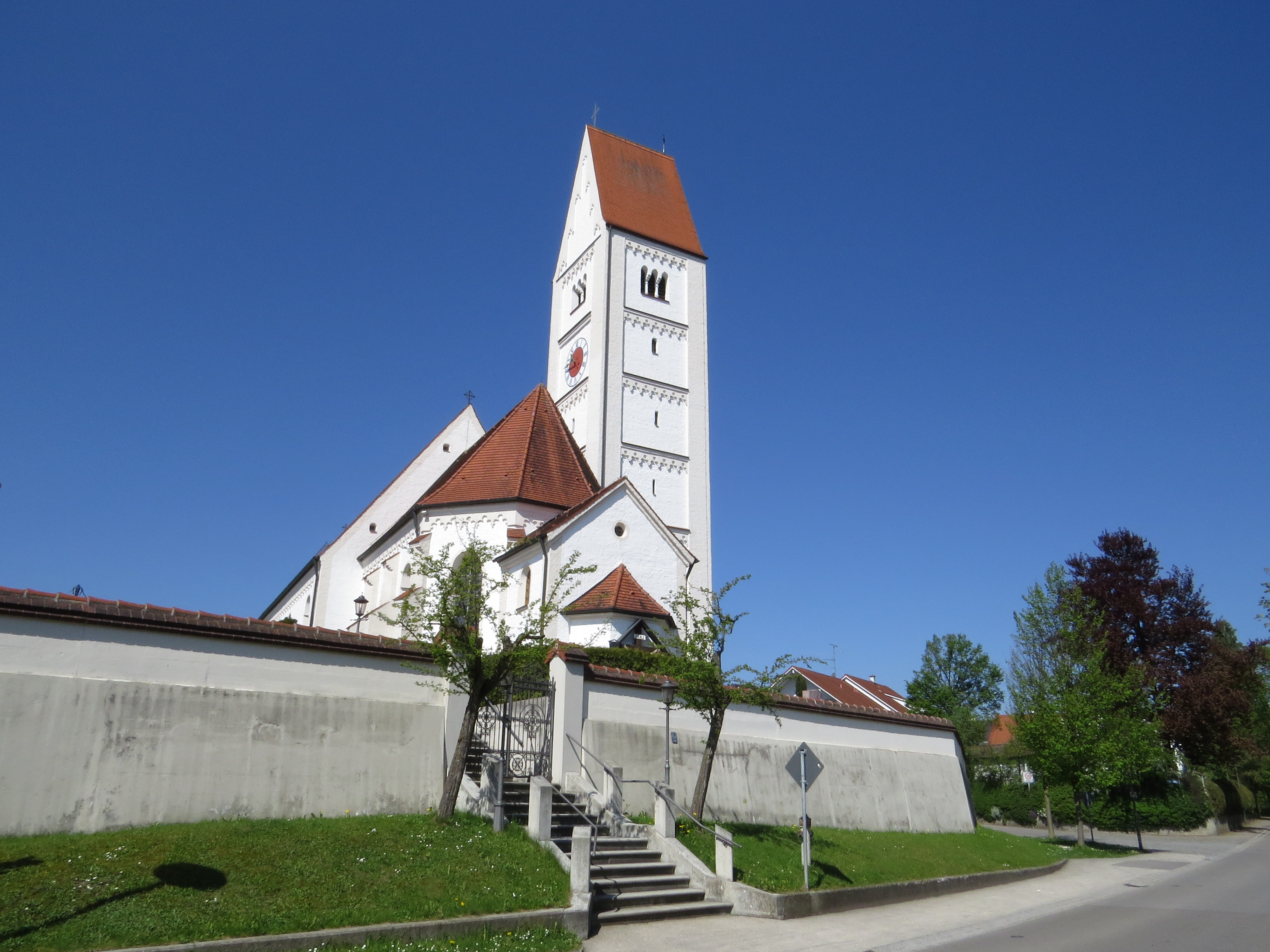
Pfarrkirche in Sontheim von Osten

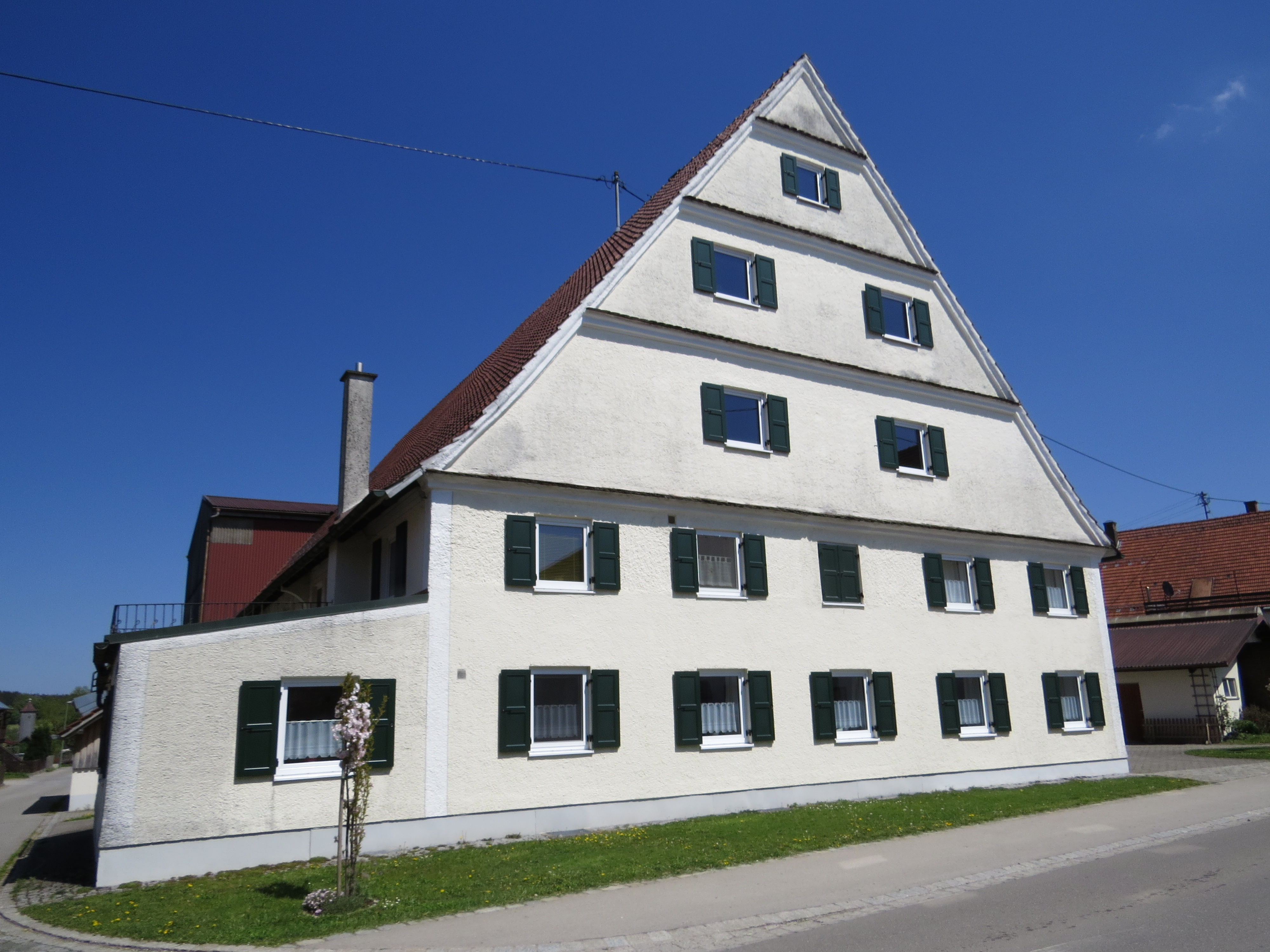
Ehem. Bauernhof Hauptstr. 4 in Sontheim

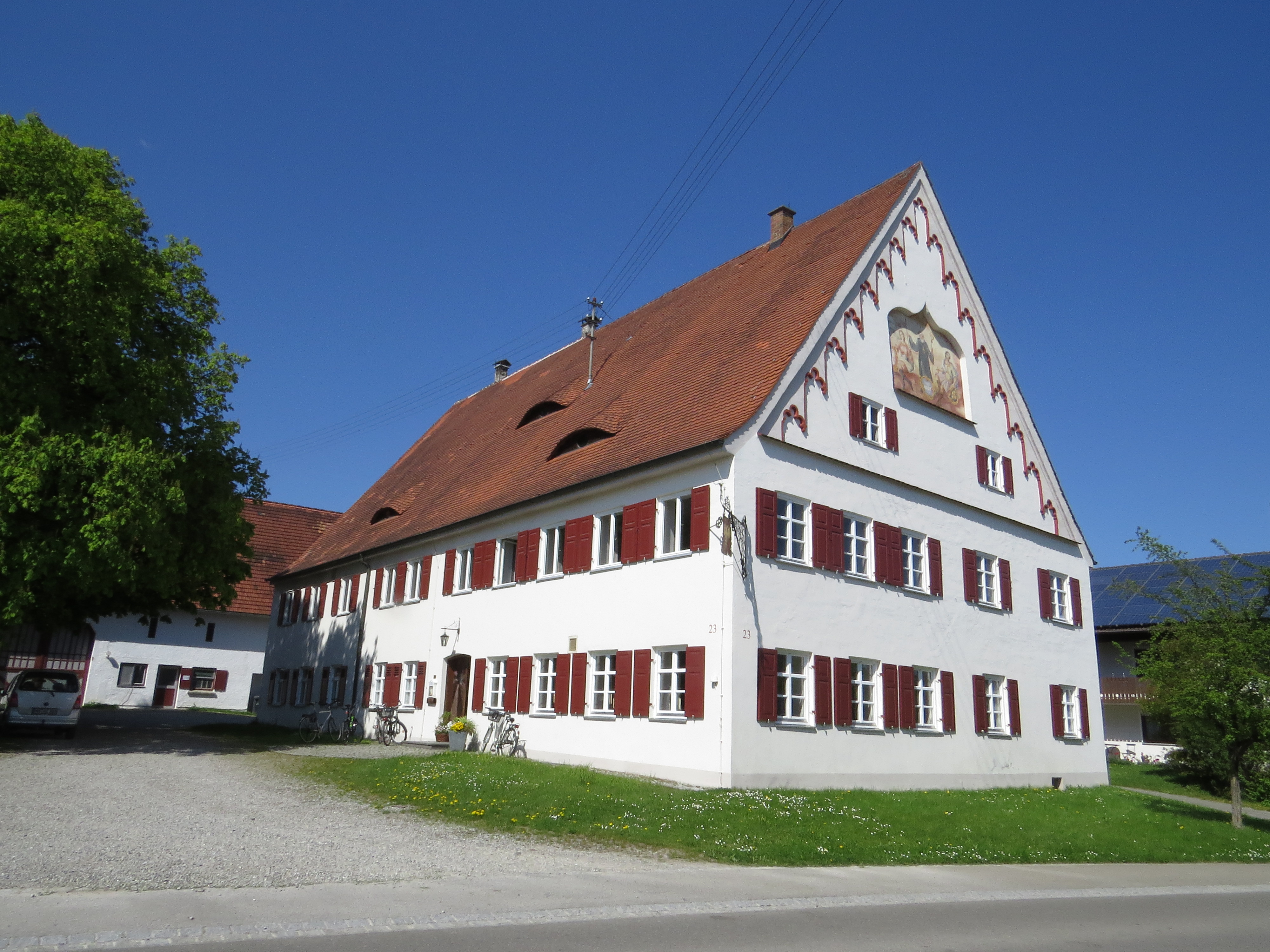
Ehem. Gasthof Hauptstr. 23 in Sontheim

Sontheim ist eine Gemeinde im schwäbischen Landkreis Unterallgäu.

## Geografie

### Lage
Sontheim liegt ca. 15 Kilometer östlich von Memmingen in der Region Donau-Iller in Mittelschwaben.

### Gemeindegliederung
Das Gemeindegebiet besteht aus den Gemarkungen Sontheim und Attenhausen.
Es gibt 8 Gemeindeteile (in Klammern ist der Siedlungstyp angegeben):
- Attenhausen (Pfarrdorf)
- Bergbauer (Weiler)
- Grabus (Dorf)
- Hochstetten (Einöde)
- Laubers (Weiler)
- Lindenhöf (Einöde)
- Sontheim (Pfarrdorf)
- Ziegler (Weiler)

Der Ortsname Lindenhöf wurde erst am 10. Juli 2000 durch Bescheid des Landratsamts Unterallgäu erteilt. Nur Attenhausen liegt in der gleichnamigen Gemarkung, die übrigen Gemeindeteile in der Gemarkung Sontheim. Amtliche Karten zeigen noch weitere Gemeindeteile wie Bachweber (Gemarkung Sontheim) oder Holzbauer (Gemarkung Attenhausen).

## Geschichte

### Bis zur Gemeindegründung
Die früheste bekannte Zivilisationsspur auf Sontheimer Gebiet ist eine Steinaxt, die im Jahr 1971 durch einen Landwirt westlich des Ortes gefunden wurde. Die Axt wird etwa auf das Jahr 1800 v. Chr. datiert und dem Spätneolithikum zugerechnet. Es handelt sich dabei jedoch um einen Einzelfund, so dass nicht von einer Siedlung ausgegangen werden kann.
Aus dem dritten bis ersten Jahrhundert vor Christus stammt der Münzfund von Sontheim, der aus rund 350 keltischen Goldmünzen, sogenannten „Regenbogenschüsselchen“, besteht. Allerdings wurde der Fund von einem privaten Sondengänger im Frühjahr 1990 unter letztlich ungeklärten Umständen gemacht. Der behauptete Fundort ostnordöstlich des Sontheimer Weilers Lindenhöfe konnte nie mit Sicherheit verifiziert werden.
Erste konkrete Siedlungsspuren datieren auf die Merowingerzeit. Es handelt sich dabei um alemannische Reihengräber aus dem 7. Jahrhundert, die 1890 und 1896 südlich der Ortschaft in einer Kiesgrube, dem heutigen Sportplatz, gefunden wurden. Es ist wahrscheinlich, dass eine Siedlung in einem Umkreis von maximal 500 Metern um die Gräber existierte, die jedoch nicht unbedingt im Gebiet der heutigen Ortschaft gelegen haben muss.
Die gesicherten Ursprünge Sontheims gehen in das 8. und 9. Jahrhundert zurück. Dabei kann man von einer geplanten Besiedlung und christlichen Missionierung durch die Franken vom nördlich gelegenen Erkheim her ausgehen: In dessen Westen wird der Ort Westerheim und im Süden „Sundheim“ gegründet, wobei in beiden Orten Kirchen unter dem Patrozinium des Martin von Tours entstehen. Auch existierte ein fränkischer Meierhof, der wahrscheinlich bei den Lindenhöfen lag.
Die erste urkundliche Erwähnung Sontheims findet sich in einer am 14. Juni 838 von Kaiser Ludwig dem Frommen in der Kaiserpfalz Nimwegen ausgestellten Urkunde, in der Totto, Abt des Klosters Kempten, und ein mutmaßlich im Illergau residierender Graf Waning einen Gebietstausch vereinbarten. Dieser zufolge kamen die Orte „reoda“ und „eitraha“ in Kemptener Besitz, die Orte „plezza“, „pazcinhoua“, „hoorwanc“ und „sundheim“ dagegen unter die Herrschaft des Grafen. Peter Blickle interpretiere die Tatsache der Beglaubigung durch den Kaiser so, dass es sich bei den genannten Orten um Königsgüter gehandelt haben muss.
Im Jahr 1002 kam der neu gewählte Kaiser Heinrich der Heilige im Rahmen des Königsumritts nach Schwaben. Dabei fertigte er am 1. Juli in „Suntheim“ eine Schenkungsurkunde aus. Der gleiche Herrscher schenkte am 1. November 1007 den Ort „Suntheim im Duriagau“ dem Bistum Bamberg anlässlich dessen Gründung. In beiden Fällen ist allerdings nicht endgültig geklärt, ob es sich hierbei tatsächlich um Sontheim in Schwaben handelt.
Sontheim gehörte später zum Reichsstift Ottobeuren. Seit dem Reichsdeputationshauptschluss von 1803 gehört der Ort zu Bayern. Im Zuge der Verwaltungsreformen in Bayern entstand mit dem Gemeindeedikt von 1818 die Gemeinde Sontheim.

### Eingemeindungen
Am 1. Mai 1978 wurde im Zuge der Gemeindegebietsreform die südwestliche Nachbargemeinde Attenhausen eingegliedert, die nur aus dem gleichnamigen Dorf bestand. Dadurch wuchs die Gemeindefläche um 962,59 Hektar, und die Bevölkerung um 626 Einwohner (Stand Volkszählung 1970).

### Einwohnerentwicklung
| Jahr      | 1961 | 1970 | 1987 | 1991 | 1995 | 2000 | 2005 | 2010 | 2015 | 2020 |
| Einwohner | 1904 | 2087 | 2080 | 2136 | 2263 | 2439 | 2501 | 2496 | 2564 | 2714 |

Zwischen 1988 und 2018 wuchs die Gemeinde von 2078 auf 2702 um 624 Einwohner bzw. um 30 %.

## Politik

### Bürgermeister
Bürgermeister ist seit 2014 Alfred Gänsdorfer (* 1955). Er wurde am 15. März 2020 mit 74,1 % der Stimmen wiedergewählt.

### Gemeinderat
Die Wahl am 15. März 2020 hatte folgendes Ergebnis:
- CSU/Freie Wählerschaft: 6 Sitze (45,6 %)
- Freie Wählergemeinschaft Attenhausen: 3 Sitze (21,4 %)
- Bündnis 90/Die Grünen: 3 Sitze (18,5 %)
- Bürgerblock Attenhausen: 2 Sitze (14,6 %).

Gegenüber der Amtszeit 2014 bis 2020 hat Bündnis 90/Die Grünen einen Sitz mehr, die CSU/Freie Wählerschaft ein Mandat weniger.

### Bundespolitik
Sontheim war bis zur Bundestagswahl 2021 Teil des Bundestagswahlkreises Ostallgäu (257). Seit der Bundestagswahl 2025 gehört Sontheim zum Bundestagswahlkreis Memmingen – Unterallgäu (255). Dieser wird im 21. Deutschen Bundestag durch den direkt gewählten CSU-Politiker Florian Dorn vertreten.

### Wappen
| Wappen von Sontheim | Blasonierung: „Durch einen silbernen Schrägfluß geteilt von Schwarz und Grün; oben eine goldene Rose, unten zwei schräg liegende, schräg gekreuzte goldene Ähren.“ |
| Wappen von Sontheim | Wappenbegründung: Das obere Feld erinnert durch Tingierung und Rose an das Wappen des Klosters Ottobeuren, zu dessen Herrschaftsgebiet die Gemeinde vom 12. Jahrhundert bis 1803 gehörte. Die Lage des Ortes an der Günz wird durch den Wellenbalken angedeutet, während durch die Getreideähren auf den Umstand verwiesen wird, dass die örtliche, vom Ackerbau geprägte Landwirtschaft an der Grenze zur Allgäuer Grünlandwirtschaft liegt. Das Wappen wurde vom Kreisheimatpfleger Aegidius Kolb entworfen und vom Heraldiker Max Reinhart aus Passau gestaltet. Es wurde am 12. November 1974 durch die Regierung von Schwaben genehmigt. |

### Flagge
Die Flagge ist gelb-grün gestreift mit aufgelegtem Gemeindewappen.

### Gemeindepartnerschaften
Sontheim unterhält eine Partnerschaft mit der Schweizer Gemeinde Abtwil im Kanton Aargau.

## Kultur und Sehenswürdigkeiten

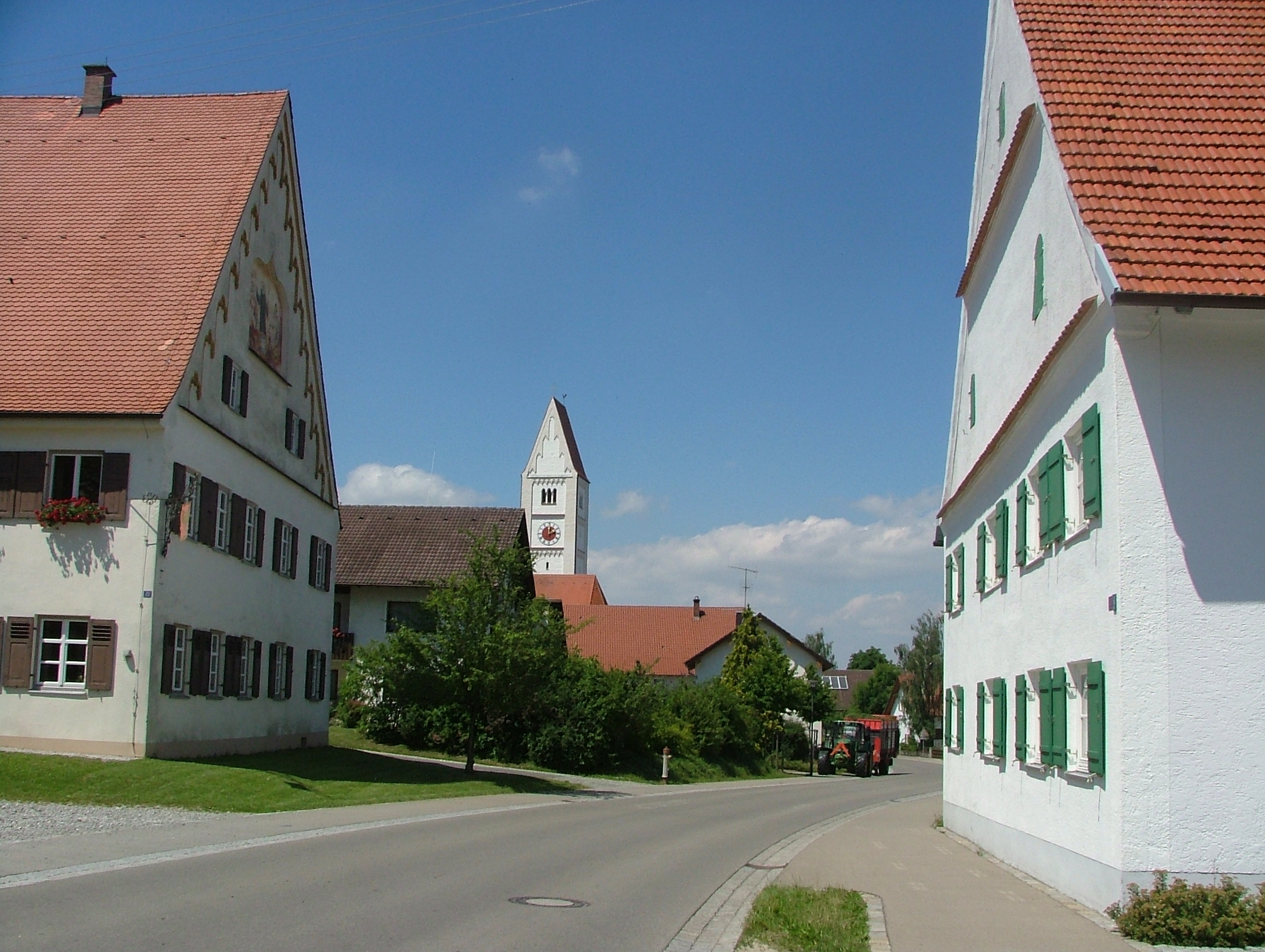
Dorfstraße mit Gasthaus Adler (links) und Pfarrkirche St. Martin

Die Pfarrkirche St. Martin stammt in den wesentlichen Teilen aus dem 15. Jahrhundert und wurde 1762 barock umgestaltet.
In den Gebäuden des ehemaligen dampfbetriebenen Sontheimer Sägewerks, der Dampfsäg, finden regelmäßig Märkte, Theater-, Kabarett- und Theatervorführungen sowie Industriemessen statt. Das Ensemble des Sägebetriebs ist gut erhalten. Bei der 1917 in Holz ausgeführten Haupthalle handelt es sich um eine der letzten freitragenden Rundbogenhallen in Mittelschwaben und dem angrenzenden Allgäu.

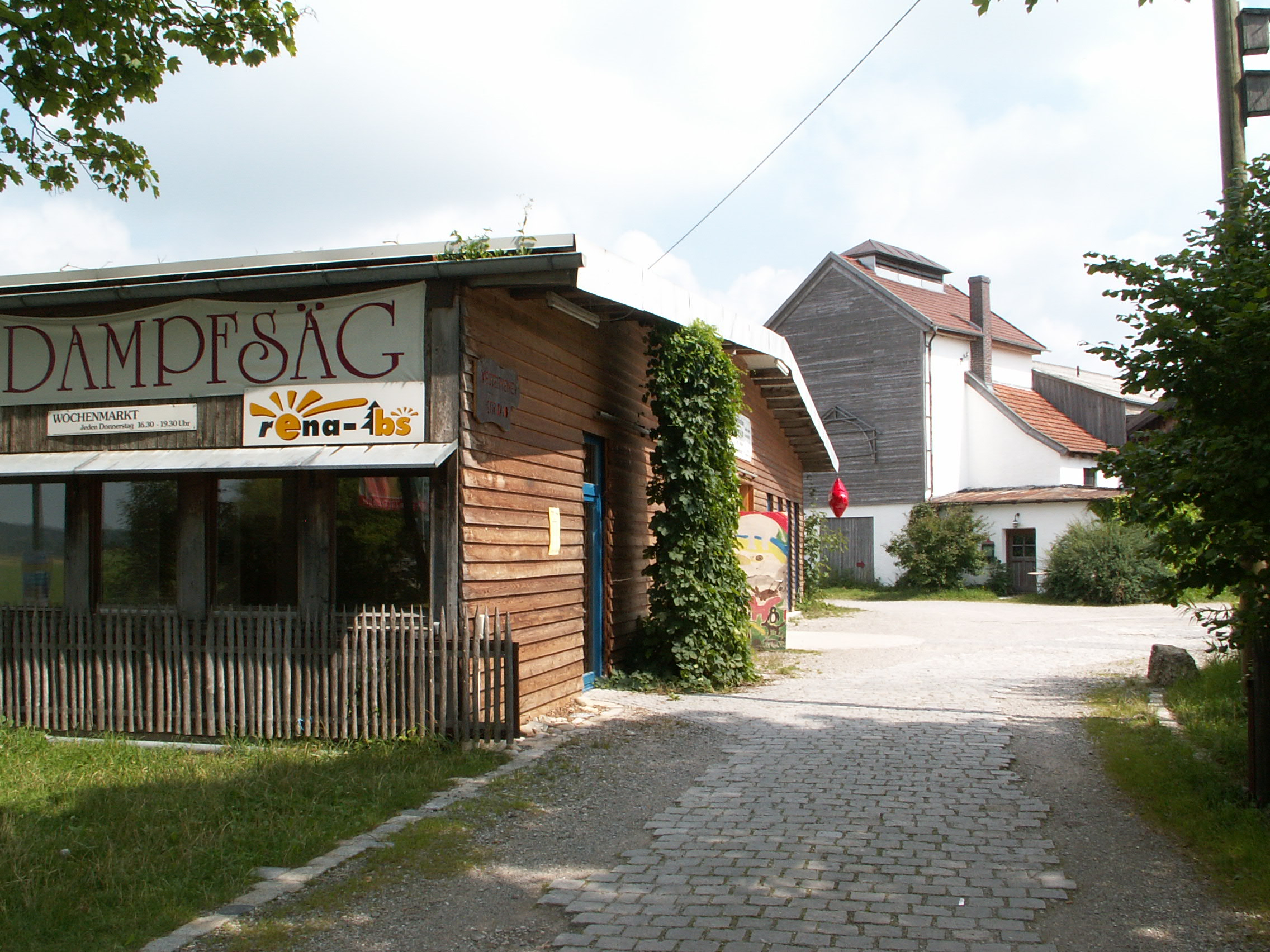
Dampfsäg in Sontheim

Das in der zweiten Hälfte des 15. Jahrhunderts errichtete Gasthaus Adler in Sontheim zählt zu den ältesten noch bewirtschafteten Gasthäusern der Gegend.

## Wirtschaft und Infrastruktur

### Wirtschaft einschließlich Land- und Forstwirtschaft
Es gab im Jahr 2020 im produzierenden Gewerbe 181 und im Bereich Handel und Verkehr 38 sozialversicherungspflichtig Beschäftigte am Arbeitsort. In sonstigen Wirtschaftsbereichen waren am Arbeitsort 64 Personen sozialversicherungspflichtig beschäftigt. Sozialversicherungspflichtig Beschäftigte am Wohnort gab es insgesamt 1184. Im verarbeitenden Gewerbe gab es zwei, im Bauhauptgewerbe vier Betriebe. Zudem bestanden im Jahr 2016 51 landwirtschaftliche Betriebe mit einer landwirtschaftlich genutzten Fläche von 1402 ha, davon waren 422 ha Ackerfläche und 980 ha Dauergrünfläche.

### Verkehrsanbindung

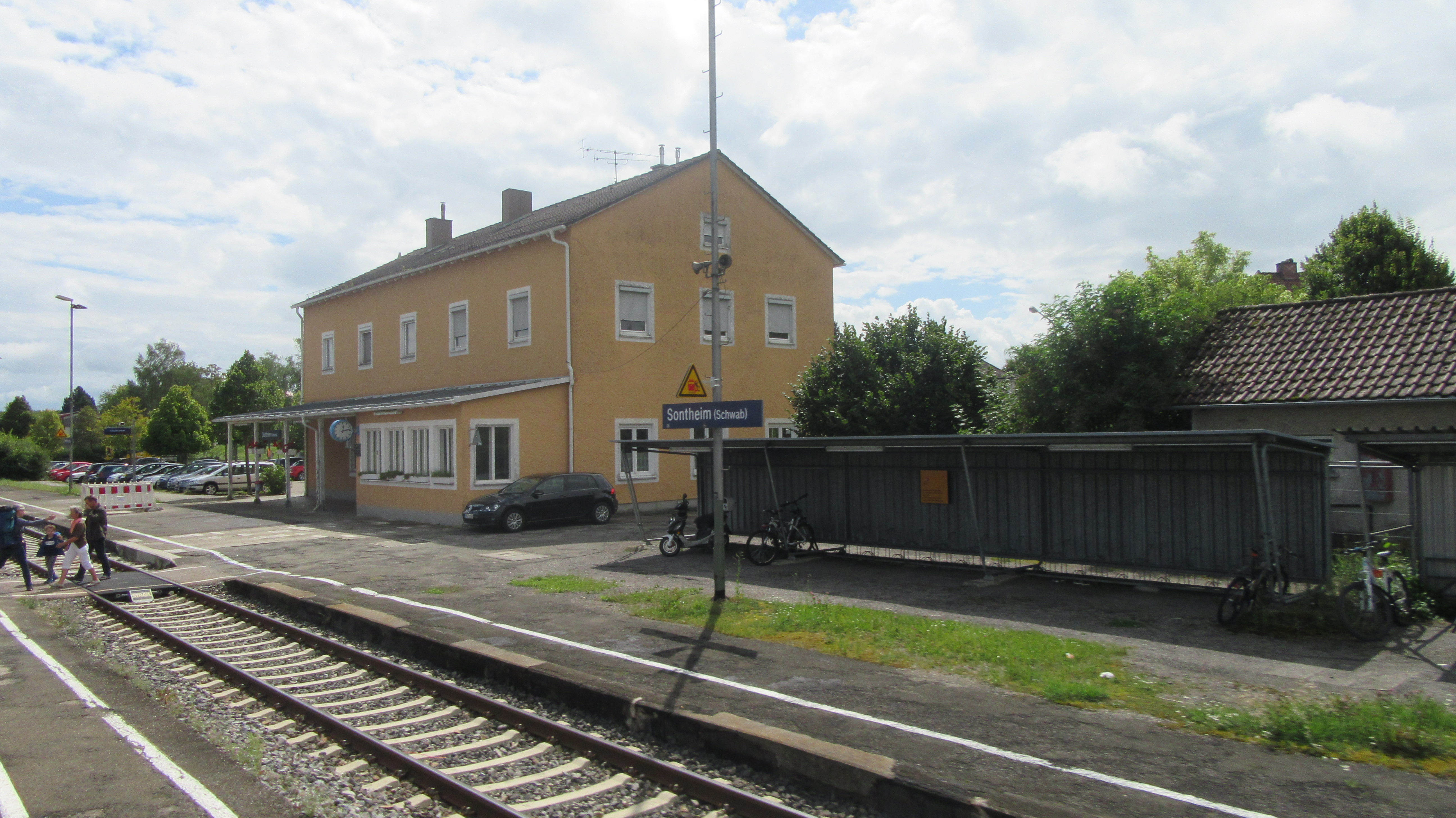
Bahnhof vor Umbau (2016)

Sontheim liegt in der Nähe der Bundesautobahn 96. Die Bundesautobahn 7 lässt sich über das Autobahnkreuz Memmingen in kurzer Zeit erreichen.
Der Bahnhof Sontheim (Schwab) liegt an der Bahnstrecke Buchloe–Memmingen. Die Deutsche Bahn bietet etwa stündlich Verbindungen an, wobei die Züge gewöhnlich direkt zwischen Memmingen einerseits und Augsburg Hbf oder München Hbf andererseits verkehren. Die Station ist seit 2017 barrierefrei ausgebaut.
Der Ort befindet sich im direkten Einzugsbereich des Flughafens Memmingen. Seit Ausbau des früheren Fliegerhorstes des 2003 aufgelösten Jagdbombergeschwaders 34 „Allgäu“ zum Verkehrsflughafen werden von dort Linien- und Charterflüge angeboten.

### Bildung und Soziales
In beiden Gemeindeteilen gibt es Kindergärten. Insgesamt wurden diese im Jahr 2021 von 138 Kindern besucht.
Ursprünglich gab es in beiden Gemeindeteilen eigene Grundschulen. Nach Rückgang der Schülerzahlen wurde die Attenhausener Schule zunächst geschlossen, dann aber gegen Ende der 1990er mit steigenden Klassenstärken vorübergehend reaktiviert. Der gesamte Schulbetrieb findet zwischenzeitlich in Sontheim statt. An der Volksschule Sontheim unterrichteten 2021 fünf Lehrkräfte. Insgesamt besuchen 98 Kinder in fünf Klassen die Grundschule.
Die nächstgelegene Hauptschule befindet sich in Erkheim. Realschulen und Gymnasien können in den Städten Memmingen, Mindelheim oder der Marktgemeinde Ottobeuren besucht werden.

## Persönlichkeiten
- Jakob Fickler (1909–1980), Politiker, Mitglied des Bayerischen Landtags von 1954 bis 1974
- Andre Mairock (1902–1968), Schriftsteller
- Richard Harzenetter (1933–2004), Restaurator und Kunsthistoriker
- Markus Harzenetter (* 1965), Kunsthistoriker
- Hans Dorr (1912–1945), SS-Obersturmbannführer der Schutzstaffel und Waffen-SS im Zweiten Weltkrieg